# Deutsche Leichtathletik-Meisterschaften 1969
Die 69. Deutschen Leichtathletik-Meisterschaften wurden vom 16. bis 18. August 1969 im Düsseldorfer Rheinstadion ausgetragen.

## Wettbewerbsprogramm
Im Meisterschaftsprogramm wurde die kurze Hürdenstrecke der Frauedn an die internationalen Neuerungen angepasst: Anstelle der 80 Meter Hürden gab es jetzt die 100 Meter Hürden – im letzten Jahr als ausgelagerter Wettbewerb bereits im Programm.

## Ausgelagerte Disziplinen
Außerdem wurden wie in den Jahren zuvor weitere Meisterschaftstitel an verschiedenen anderen Orten vergeben, in der folgenden Auflistung in chronologischer Reihenfolge benannt.
- Waldläufe – Plattling, 26. April auf zwei Streckenlängen für die Männer (Mittel- / Langstrecke) und einer Mittelstrecke für die Frauen mit jeweils Einzel- / Mannschaftswertungen
- 50-km-Gehen (Männer) – Eschborn, 20. Juli mit Einzel- und Mannschaftswertung
- Marathonlauf (Männer) – Wilhelmshaven, 26. Juli mit Einzel- / Mannschaftswertung[2]
- Langstaffeln, Frauen: 3 × 800 m / Männer: 3 × 1000 m sowie
Mehrkämpfe (Frauen: Fünfkampf) / Fünf- und (Männer: Zehnkampf) – Hannover, 2./3. August mit Einzel- und Mannschaftswertungen

## Sportliche Leistungen
Die Leistungen lagen insgesamt auf einem eher mäßigen Niveau, wie es oft typisch ist in einer nacholympischen Saison. Die Steigerungen der nächsten drei Jahre bis hin zu den Olympischen Sommerspielen 1972 im eigenen Land waren so noch nicht erkennbar. Allerdings sahen die Witterungsbedingungen äußerst ungünstig aus, es war kühl und sehr regnerisch. Die deutschen Leichtathleten konnten ihre Leistungsstärke in dieser Saison wegen ihres Boykotts der Leichtathletik-Europameisterschaften 1969 auf der Grundlage des Teilnahme-Verbots für den Mittelstreckler Jürgen May im internationalen Vergleich nicht zeigen.

## Medaillengewinner Männer
Die folgenden Übersichten fassen die Medaillengewinner und -gewinnerinnen zusammen. Eine ausführlichere Übersicht mit den jeweils ersten sechs in den einzelnen Disziplinen findet sich unter dem Link Deutsche Leichtathletik-Meisterschaften 1969/Resultate.
| Disziplin                                   | Gold                                                                            | Leistung             | Silber                                                                                   | Leistung             | Bronze                                                                        | Leistung               |
| ------------------------------------------- | ------------------------------------------------------------------------------- | -------------------- | ---------------------------------------------------------------------------------------- | -------------------- | ----------------------------------------------------------------------------- | ---------------------- |
| 100 m                                       | Gert Metz (USC Mainz)                                                           | 10,3 s0              | Volker Stöckel (TSV 1860 München)                                                        | 10,4 s0              | Günther Rudolph (USC Mainz)                                                   | 10,4 s0                |
| 200 m                                       | Jochen Eigenherr (TSV Bayer 04 Leverkusen)                                      | 20,9 s0              | Martin Jellinghaus (TSV 1860 München)                                                    | 21,1 s0              | Horst-Rüdiger Schlöske (ASV Berlin)                                           | 21,3 s0                |
| 400 m                                       | Martin Jellinghaus (TSV 1860 München)                                           | 46,4 s0              | Horst-Rüdiger Schlöske (ASV Berlin)                                                      | 46,8 s0              | Ingo Röper (USC Mainz)                                                        | 47,1 s0                |
| 800 m                                       | Walter Adams (SV Salamander Kornwestheim)                                       | 1:49,3 min           | Franz-Josef Kemper (DJK SSG Teltge)                                                      | 1:49,7 min           | Jens-Bodo Fried (OSC Berlin)                                                  | 1:50,0 min             |
| 1500 m                                      | Bodo Tümmler (SCC Berlin)                                                       | 3:45,5 min           | Arnd Krüger (TSV Bayer 04 Leverkusen)                                                    | 3:45,6 min           | Karl-Heinz Schirmeier (TV Lahr)                                               | 3:46,1 min             |
| 5000 m                                      | Harald Norpoth (DJK SSG Telgte)                                                 | 14:18,2 min          | Werner Girke (VfL Wolfsburg)                                                             | 14:14,6 min          | Wolfgang Falke (TV Wattenscheid 01)                                           | 14:18,2 min            |
| 10.000 m                                    | Joachim Ließ (SV Polizei Hamburg)                                               | 29:10,2 min          | Lutz Philipp (ASC Darmstadt)                                                             | 29:14,8 min          | Jens Wollenberg (TSV 1860 München)                                            | 29:35,6 min            |
| Marathon                                    | Hubert Riesner (SCC Berlin)                                                     | 2:24:26,8 h00        | Hans Hellbach (ASC Darmstadt)                                                            | 2:27:04,600          | Manfred Steffny (Olympia Wuppertal)                                           | 2:28:49,000            |
| Marathon, Mannschaftswertung                | SCC BerlinHubert Riesner Kurt Petereit Helmut Scheel                            | 7:48:19 h000         | ASC DarmstadtHans Hellbach Helmut Reitz Alfred Losen                                     | 7:59:52000           | Preussen KrefeldHans Krüers Martin Rutsch Hermann Tonnemann                   | 8:04:47 h000           |
| 110 m Hürden                                | Günther Nickel (TSV Bayer 04 Leverkusen)                                        | 14,0 s00             | Werner Trzmiel (ASC Darmstadt)                                                           | 14,1 s00             | Eckart Berkes (USC Mainz)                                                     | 14,4 s00               |
| 400 m Hürden                                | Rainer Schubert (TSV 1860 München)                                              | 50,4 s00             | Gerhard Hennige (ASC Darmstadt)                                                          | 50,4 s00             | Gerd Loßdörfer (USC Heidelberg)                                               | 51,1 s00               |
| 3000 m Hindernis                            | Willi Wagner (TV Bad Dürkheim)                                                  | 8:43,6 min           | Rolf Burscheid (VfL Wolfsburg)                                                           | 8:44,8 min           | Karl-Heinz Betz (Regensburger Turnerschaft)                                   | 8:48,8 min             |
| 4 × 100 m Staffel                           | USC MainzManfred Letzelter Gert Metz Bernd Roos Günther Rudolph                 | 40,3 s00             | TSV Bayer 04 LeverkusenManfred Knickenberg Benno Knobloch Manfred Ommer Jochen Eigenherr | 40,3 s00             | TSV 1860 MünchenWerner Fendt Gerhard Wucherer Volker Stöckel Armin Rosch      | 40,4 s00               |
| 4 × 400 m Staffel                           | ASC DarmstadtDirk von Maltitz Volkhard Müller Reiner Föhrenbach Gerhard Hennige | 3:09,8 min           | Kehler FVRichard Groß Arndt Georg Nückles Peter Trautwein                                | 3:12,6 min           | Hammer SpVgHermann Schnieders Michael Grabitz Werner Reibert Wolfgang Grabitz | 3:13,4 min             |
| 3 × 1000 m Staffel                          | TSV Bayer 04 LeverkusenFranz-Josef Becker Gerhard Machunze Arnd Krüger          | 7:11,6 min           | USC MainzKurt Weisert Günther Stucky Werner Gosewinkel                                   | 7:14,0 min           | DJK SSG TeltgeFranz-Josef Kemper Harald Norpoth Manfred Arntz                 | 7:16,6 min             |
| 20-km-Gehen                                 | Julius Müller (Delmenhorster TV)                                                | 1:38:05,2 h00        | Gerd Schuth (Hannover 96)                                                                | 1:38:49,4 h00        | Heinz Mayr (TSV Salzgitter)                                                   | 1:40:01,2 h00          |
| 20-km-Gehen, Mannschaftswertung             | TSV SalzgitterHeinz Mayr Gerhard Weidner Karl-Heinz Pape                        | 5:01:45,6 h00        | Hannover 96Gerd Schuth Hannes Koch Hans-Jürgen Paul                                      | 5:05:13,6 h00        | 1. FC NürnbergKurt Vorbrugg Karl-Heinz Adam Gerhard Schuster                  | 5:10:29,0 h00          |
| 50 km Gehen                                 | Bernhard Nermerich (Eintracht Frankfurt)                                        | 4:07:27,2 h00        | Gerhard Weidner (TSV Salzgitter)                                                         | 4:22:54,6 h00        | Uwe Gatermann (Hamburger SV)                                                  | 4:33:16,2 h00          |
| 50 km Gehen, Mannschaftswertung             | Eintracht FrankfurtPeter Schuster Bernhard Nermerich Horst-Rüdiger Magnor       | 13:54:10,2 h00       | Hannover 96Gerd Schuth Jannsen Hannes Koch                                               | 14:17:38,6 h00       | SCC BerlinJörg Voswinckel Volker von Schmude Helmut Lewandowski               | 14:27:33,2 h00         |
| Hochsprung                                  | Ingomar Sieghart (TSV 1860 München)                                             | 2,15 m               | Hermann Magerl (TSG Regensburg-Süd)                                                      | 2,12 m               | Gunther Spielvogel (TSV Bayer 04 Leverkusen)                                  | 2,09 m                 |
| Stabhochsprung                              | Heinfried Engel (USC Mainz)                                                     | 5,00 m               | Claus Schiprowski (TSV Bayer 04 Leverkusen)                                              | 5,00 m               | Frank Kornatz (LBV Phönix Lübeck)                                             | 4,90 m                 |
| Weitsprung                                  | Reinhold Boschert (Stuttgarter Kickers)                                         | 7,73 m               | Walter Hof (PSV Eutin)                                                                   | 7,62 m               | Bernd Roos (USC Mainz)                                                        | 7,60 m                 |
| Dreisprung                                  | Michael Sauer (USC Mainz)                                                       | 15,89 m              | Harald Strutz (USC Mainz)                                                                | 15,38 m              | Heinz Lacher (SV Polizei Hamburg)                                             | 15,35 m                |
| Kugelstoßen                                 | Heinfried Birlenbach (Sportfreunde Siegen)                                      | 19,32 m              | Traugott Glöckler (USC Heidelberg)                                                       | 19,21 m              | Rolf Engels (TG Mülheim)                                                      | 18,57 m                |
| Diskuswurf                                  | Hein-Direck Neu (USC Mainz)                                                     | 59,62 m              | Klaus-Peter Hennig (Preußen Münster)                                                     | 57,46 m              | Ferdinand Schladen (Eintracht Bonn)                                           | 55,08 m                |
| Hammerwurf                                  | Uwe Beyer (KSV Holstein Kiel)                                                   | 69,98 m              | Hans Fahsl (TSV Bayer 04 Leverkusen)                                                     | 69,34 m              | Lutz Caspers (Rot-Weiß Oberhausen)                                            | 66,72 m                |
| Speerwurf                                   | Klaus Wolfermann (SV Gendorf)                                                   | 83,60 m              | Hermann Salomon (USC Mainz)                                                              | 77,68 m              | Horst Timmer (TSV Bayer 04 Leverkusen)                                        | 75,14 m                |
| Fünfkampf, 1965er W. 2. Zeile: 1985er Wert. | Wolfgang Tilly (Essener SV 1899)                                                | 3524 P (3656 P)      | Klaus Beuschel (Polizei SV Berlin)                                                       | 3471 P (3615 P)      | Gerhard Fichter (SV Salamander Kornwestheim)                                  | 3453 P (3561 P)        |
| Fünfkampf, Mannschaftswertung               | Polizei SV BerlinKlaus Beuschel Wolfgang Kardetzky Eckard Kaspar                | 10.264 P             | Essener SV 1899Wolfgang Tilly Rainer Wessiepe Hillig                                     | 10.091 P             | USC MainzWolfgang Bergmann Uwe Sievers Rolf Geese                             | 9.665 P                |
| Zehnkampf, 1965er W. 2. Zeile: 1985er Wert. | Hans-Joachim Walde (USC Mainz)                                                  | 7956 P (7822 P)      | Horst Beyer (USC Mainz)                                                                  | 7900 P (7756 P)      | Werner von Moltke (USC Mainz)                                                 | 7805 P (7678 P)        |
| Zehnkampf, Mannschaftswertung               | USC MainzHans-Joachim Walde Horst Beyer Werner von Moltke                       | 23.661 P             | SCC BerlinJürgen Poelke Falk Fabich Jörg Schiebel                                        | 20.312 P             | Hamburger SVManfred Bock Manfred Pflugbeil Donath                             | 20.151 P               |
| Waldlauf Mittelstrecke – 3,0 km             | Jürgen May (SV Schwalbe Hanau)                                                  | 8:11,8 min           | Wolfgang Falke (TV Wattenscheid 01)                                                      | 8:20,8 min           | Jürgen Schmidt (Hamburger SV)                                                 | 8:24,4 min             |
| Waldlauf Mittelstrecke, Mannschaftswertung  | VfL WolfsburgRolf Burscheid Werner Girke Alfons Ida                             | 34 P (Plätze 7/8/19) | TV Wattenscheid 01Wolfgang Falke Hans-Dieter Schulten Ernst Vogelsang                    | 38 P (Plätze 2/4/32) | TSV Bayer 04 LeverkusenRonald Braun Hans-Werner Wogatzky Gerhard Machunze     | 44 P (Plätze 10/12/22) |
| Waldlauf Langstrecke – 10,0 km              | Lutz Philipp (ASC Darmstadt)                                                    | 30:28,8 min          | Harald Norpoth (DJK SSG Telgte)                                                          | 30:39,2 min          | Joachim Ließ (SV Polizei Hamburg)                                             | 30:41,8 min            |
| Waldlauf Langstrecke, Mannschaftswertung    | ASC DarmstadtLutz Philipp Hans Hellbach Helmut Jesberg                          | 13 P (Plätze 1/4/8)  | DJK SSG TelgteHarald Norpoth Manfred Arntz Heinz-Gerd Mölders                            | 17 P (Plätze 2/6/9)  | SV Polizei HamburgJoachim Ließ Günter Bretag E. Müller                        | 34 P (Plätze 3/11/20)  |

## Medaillengewinnerinnen Frauen
| Disziplin                                    | Gold                                                                                | Leistung             | Silber                                                                              | Leistung             | Bronze                                                                                       | Leistung             |
| -------------------------------------------- | ----------------------------------------------------------------------------------- | -------------------- | ----------------------------------------------------------------------------------- | -------------------- | -------------------------------------------------------------------------------------------- | -------------------- |
| 100 m                                        | Bärbel Hähnle (VfR Achern)                                                          | 11,5 s00             | Elfgard Weismann (SV Holzgerlingen)                                                 | 11,7 s00             | Rita Jahn (Alemannia Aachen)                                                                 | 11,7 s00             |
| 200 m                                        | Rita Jahn (Alemannia Aachen)                                                        | 23,3 s00             | Elfgard Weismann (SV Holzgerlingen)                                                 | 23,8 s00             | Kirsten Roggenkamp (TSV Siemensstadt)                                                        | 24,0 s00             |
| 400 m                                        | Christel Frese (ASV Köln)                                                           | 54,3 s00             | Christa Czekay geb. Elsler (Vater Jahn Peine)                                       | 54,5 s00             | Antje Gleichfeld geb. Braasch (LG Alstertal-Garstedt)                                        | 55,4 s00             |
| 800 m                                        | Anita Rottmüller geb. Wörner (Post-SG Mannheim)                                     | 2:08,4 min           | Marita Kloth (LBV Phönix Lübeck)                                                    | 2:09,7 min           | Hannelore Lehmpfuhl (TSV Tempelhof Mariendorf)                                               | 2:11,5 min           |
| 1500 m                                       | Gerda Klöpfer (TV Erkheim)                                                          | 4:22,9 min           | Maria Strickling geb. Inderfurth (OSC Waldniel)                                     | 4:24,4 min           | Christa Merten geb. Basche (ASV Köln)                                                        | 4:26,1 min           |
| 100 m Hürden                                 | Heide Rosendahl (TuS 04 Leverkusen)                                                 | 13,8 s00             | Margit Bach (OSC Höchst)                                                            | 13,9 s00             | Brigitte Voß (Hamburger SV)                                                                  | 14,3 s00             |
| 4 × 100 m Staffel                            | TuS 04 LeverkusenElisabeth Kamphues Ursula Farthmann Ursula Schruff Heide Rosendahl | 46,3 s00             | Vater Jahn PeineGudrun Pohl Christa Czekay geb. Elsler Bärbel Alisch Bärbel Kremser | 46,6 s00             | OSC BerlinGabriele Großekettler Jutta Stöck Marlies Fünfstück Hannelore Trabert geb. Swienty | 46,9 s00             |
| 3 × 800 m Staffel                            | Post-SG MannheimSigrid Rosenberger Rosemarie Fuhrmann Anita Rottmüller geb. Wörner  | 6:41,4 min           | ASV KölnGertrud Theißen Christel Frese Christa Merten geb. Basche                   | 6:41,4 min           | LG Niendorf/Lurup HamburgSeligmann Birgit Hefti Inge Eckhoff                                 | 6:51,6 min           |
| Hochsprung                                   | Renate Gärtner (SG Schlüchtern)                                                     | 1,69 m               | Bärbel Sprywald (VfL Bochum)                                                        | 1,66 m               | Brunhilde Holland (TV Amberg)                                                                | 1,66 m               |
| Weitsprung                                   | Heide Rosendahl (TuS 04 Leverkusen)                                                 | 6,48 m               | Ingrid Becker (LG Geseke)                                                           | 6,40 m               | Brigitte Krämer (LG Dortmund)                                                                | 6,13 m               |
| Kugelstoßen                                  | Liesel Westermann (TuS 04 Leverkusen)                                               | 16,59 m              | Marlene Fuchs geb. Klein (TSC Euskirchen)                                           | 16,08 m              | Gertrud Schäfer (FC Schalke 04)                                                              | 15,47 m              |
| Diskuswurf                                   | Liesel Westermann (TuS 04 Leverkusen)                                               | 60,84 m              | Brigitte Berendonk (USC Heidelberg)                                                 | 51,00 m              | Anne-Chatrine Rühlow geb. Lafrenz (Preußen Münster)                                          | 50,38 m              |
| Speerwurf                                    | Ameli Koloska geb. Isermeyer (USC Mainz)                                            | 56,14 m              | Almut Brömmel (TSV 1860 München)                                                    | 54,14 m              | Margot Ebel geb. Kowalski (ASV Berlin)                                                       | 52,66 m              |
| Fünfkampf, 1969er W. i. Klamm.: 1981er Wert. | Karen Mack (TSV 1860 München)                                                       | 4665 P (4080 P)      | Christel Voß (LG Alstertal-Garstedt)                                                | 4581 P (3831 P)      | Inge Dahlem geb. Geurtz (TuS 04 Leverkusen)                                                  | 4450 P (3725 P)      |
| Fünfkampf, Mannschaftswertung                | TuS 04 LeverkusenInge Dahlem Ursula Farthmann Christa Kamphausen                    | 13.269 P             | TSV 1860 MünchenKaren Mack Elke Hindemit Rita Herbig                                | 12.416 P             | SV St. Georg von 1895U. Voß Renate Senczek Helga Dabelstein                                  | 12.403 P             |
| Waldlauf – 1,4 km                            | Maria Strickling geb. Inderfurth (OSC Waldniel)                                     | 4:25,6 min           | Anita Rottmüller geb. Wörner (Post-SG Mannheim)                                     | 4:29,0 min           | Jutta von Haase (TSV Zehlendorf 88)                                                          | 4:32,4 min           |
| Waldlauf, Mannschaftswertung                 | Post-SG MannheimAnita Rottmüller geb. Wörner Rosemarie Fuhrmann Sigrid Rosenberger  | 24 P (Plätze 2/8/14) | ASV KölnChristel Frese Christa Merten geb. Basche Boos                              | 44 P (Plätze 4/7/33) | LG Olympia WuppertalChrista Kofferschläger Manuela Preuß Gisela Jurek                        | 50 P (Plätze 5/9/36) |